# Siegfried Herrmann (Sportfunktionär)
Siegfried Herrmann (* 20. August 1886 in München; † 4. Juni 1971 ebenda) war ein deutscher Polizeibeamter und Fußballfunktionär.
Er hatte einige Ämter beim FC Bayern München inne, dem er als Mitglied kurz nach der Gründung am 27. Februar 1900 beitrat. Viele Jahre war er Jugendleiter und 2. Vorsitzender des Vereins. Im 25. Jahr seines Wirkens wurde ihm die Ehrenmitgliedschaft angetragen. Infolge der Machtübernahme der Nationalsozialisten löste er am 12. April 1933 kommissarisch Bayern-Präsident Kurt Landauer ab, mit dem er zuvor eng zusammengearbeitet hatte. Siegfried Herrmanns erste Amtszeit endete am 19. September 1934.
Eine zweite Amtszeit dauerte vom Kriegsende bis zum 19. August 1947. Er trat aus beruflichen Gründen zurück, machte aber zugleich den Weg frei für den aus dem Exil zurückgekehrten Landauer. Herrmann blieb dem Verein bis zu seinem Tode treu. Nach 1945 hatte er an einer neuen Vereinssatzung mitgewirkt. Er wurde zum Ehrenvorsitzenden des Vereins ernannt.

## Schriften
- Chronik über 50 Jahre Fussball-Club Bayern München e. V. – 1900–1950, München 1950.